# 黃畿
黃畿（1464年—1513年），字宗大，號粵洲，廣東香山（今中山市）石岐仁厚里人，祖籍江西筠州（今高安），明朝經學家。

## 生平
黃瑜之子。幼年即善鼓琴，熟讀《春秋》，廣東佥事張習很稱讚他的文章。早年參加科舉不中，遂归隐於罗浮山，潜心研习《大易》、《中庸》。勤於著述，人稱“粵洲先生”。黃本人輕財重義，慷慨豪爽。正德八年（1513年）陪子黃佐赴京应试，至玉峽染重病。笑曰：“七七之期至矣，數也，命也，何壽夭問哉？”抵宜真病歿。年四十九。嘉靖四年（1525年）以子贵贈“文林郎”，追封翰林院编修。著有《皇极经世书传》八卷、《三五元书》二十五卷、《删正黄庭经》等。